# Омон, Луиза Мазарини
Луиза Фелисите́ Виктуа́р д’Омо́н-Мазаре́н (фр. Louise Félicité Victoire d’Aumont-Mazarin; 22 октября 1759, Париж — 13 декабря 1826, там же) — единственная дочь и наследница 6-го герцога д’Омона, жена князя Монако.

## Происхождение
Луиза д’Омон-Мазарини была дочерью герцога Луи-Мари-Ги д’Омона (1732—1799) и его супруги, Луизы-Жанны де Дюрфор, герцогини Мазарини (1735—1781). Её мать происходила от Гортензии Манчини, племянницы кардинала Джулио Мазарини. Луиза унаследовала все её титулы после того, как пресеклась мужская линия этой фамилии, и приняла двойную фамилию «д’Омон-Мазарен» (или «д’Омон-Мазарини»).
Полный титул Луизы: герцогиня д’Омон, де Мазарини, де Майенн и де Ла-Мильере, графиня де Ферьет, де Бельфор, де Тан, де Роземон, баронесса фон Альткирх, княгиня Шато-Порсиан, маркиза де Шильи и де Жискар. Позднее все они перешли к династии Гримальди.

## Брак с князем Монако
Луиза 15 июля 1777 года вступила в брак с Оноре из рода Матиньонов, который в 1814 году взошёл на престол Монако под именем Гонория IV. В этом браке она родила двух сыновей, правивших затем княжеством: Оноре V (1778—1841) и Флорестана (1785—1856). В 1798 году Луиза разводится с мужем и переезжает в Париж. Здесь она рожает двух дочерей — Амелию-Целестину и Жанну-Мари д’Омон от неизвестного лица. В 1801 году Луиза выходит замуж за Рене-Франсуа Тирнана д’Арси.
При бракосочетании Луизы с Оноре де Матиньоном состояния их семейств были объединены, однако при разводе Луиза получила обратно всё, чем владела. Во время Великой французской революции она была арестована и провела несколько лет в тюрьме, а её земельные владения и состояние было конфисковано. При реставрации монархии Луиза никакой компенсации не получила, и её собственность ей также не была возвращена.
Луиза Мазарини скончалась в бедности в 1826 году в Париже. Тело её было перевезено в Монако и захоронено в церкви св. Николая (ныне на этом месте находится собор Нотр-Дам-Иммакуле).